# Лунария
Лунарията (Lunaria), известна и като „честност“, а на български като „лопатка“, е род едногодишни или двугодишни тревисти растения от семейство Кръстоцветни (Brassicaceae). Родом е от Централна и Южна Европа и Северна Америка.

## Видове
Родът има 4 вида:
- Eдногодишна лопатка Lunaria annua (syn. Lunaria biennis) (едногодишен или двугодишен)
- Lunaria elongata
- Lunaria rediviva (многогодишен)
- Lunaria telekiana (рядък балкански вид)

## Етимология
Латинското название Lunaria се превежда „подобен на Луната“, която асоциация правят сребристите ѝ листенца, след като се освободят от семената.

## Описание
Растението е високо до 100 cm. Има мъхнати назъбени листа и крайни съцветия от бели или виолетови цветове през пролетта и лятото, последвани от видни, полупрозрачни, дисковидни семенници, които често се срещат в цветните композиции. Горните листа са без дръжки (приседнали). Венчелистчетата на цветовете са тъмновиолетови, рядко бели, около 2 cm дълги. Плодът е плосък, широкоелипсовиден, към двата края закръглен. Цъфти през месеците април-юни.
Обитава влажни, каменисти места, в гори.

## Разпространение в България
Среща се в Североизточна България, Предбалкан, Тракийска низина, Витошки район, Знеполски район, Долината на Струма, Беласица, Долината на Места, Рила, Средна гора, Родопи и Стара Планина; докъм 1000 метра надморска височина.

## Приложение
Отглеждат се широко като декоративни растения в градините и са се натурализирали в много умерени райони, далеч от родното им местообитание. Като сухо цвете се ползва за декорация.

## Галерия
- L. annua,
 шушулка със семена.
- L. annua,
 шушулка без семена.
- L. annua,
 незряла шушулка със семена през юли.
- L. annua,
 цвят в детайли.
- L. annua,
 форма в бял цвят.
- L. annua, 
 грудки след първата година.
- L. annua,
 цвят и групиране.
- L. annua,
 цвят и шушулки
- .L. annua,
 едногодишни шушулки без семена.
- L. rediviva,
 цвят.
- L. rediviva,
 шушулки.
- L. rediviva,
 шушулки без семена.